# Rolls-Royce Phantom IV
Rolls-Royce Phantom IV — ексклюзивна модель класу лімузин британської компанії Rolls-Royce Limited, що вироблялась у 1950—1956 роках. Загалом було вироблено 18 автомашин для коронованих осіб, з яких 16 використовуються і в 2010-х роках.

## Конструкція

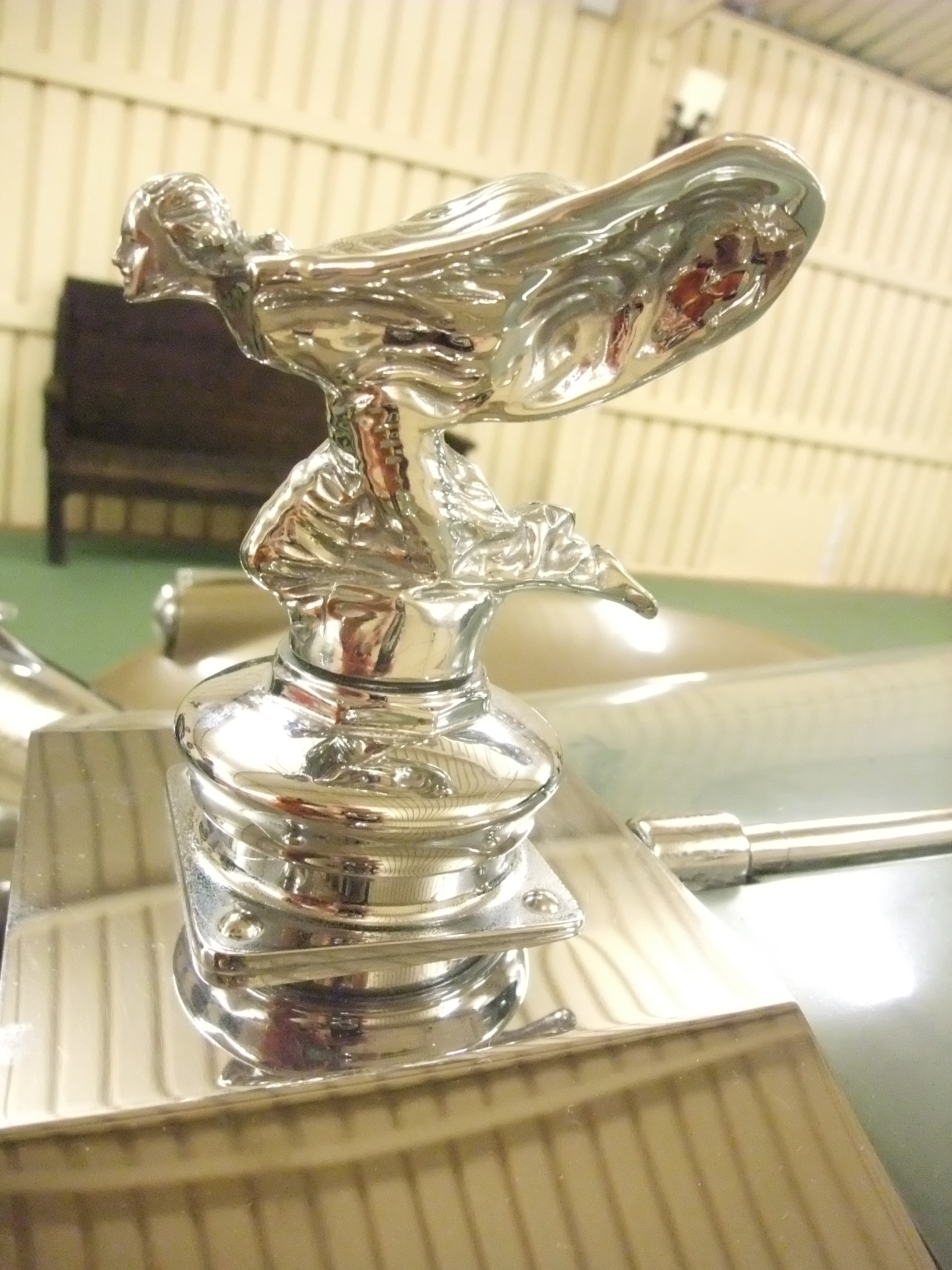
Дух екстазу

Після війни через загальну економічну ситуацію компанія Rolls-Royce вирішила не відновлювати виготовлення серії великих машин класу люкс Phantom, допускаючи виготовлення одиночних екземплярів. Компанія виготовляла меншу модель Rolls-Royce Silver Wraith.
Згідно легенди до відновлення виробництва серії Phantom спричинився герцог Единбурзький Філіп, бажаючи володіти репрезентативним автомобілем більшим за Rolls-Royce Silver Wraith. Принцеса Єлизавета і її чоловік Філіп уклали угоду з Rolls-Royce на виготовлення великого лімузину, хоча з 1900 королівський дім користувався авто британської компанії Daimler Motor Company. Авто збирали на експериментальному виробництві у Белпер на базі видовженого шасі Rolls-Royce Silver Wraith. Проект «Nahba» завершили 1949 року, помалювавши авто у зелений колір, який замінили згодом на червоно-чорний.
При коронації 1952 Єлизавета II використала даний автомобіль як офіційне авто Сполученого Королівства, яке використовується до даного часу. У 1954 був замовлений другий Rolls-Royce Phantom IV з кузовом ландо.
Незабаром замовлення на Rolls-Royce Phantom IV надійшли від декількох королівських династій Європи, Азії, голів держав.

## Кузови Rolls-Royce Phantom IV

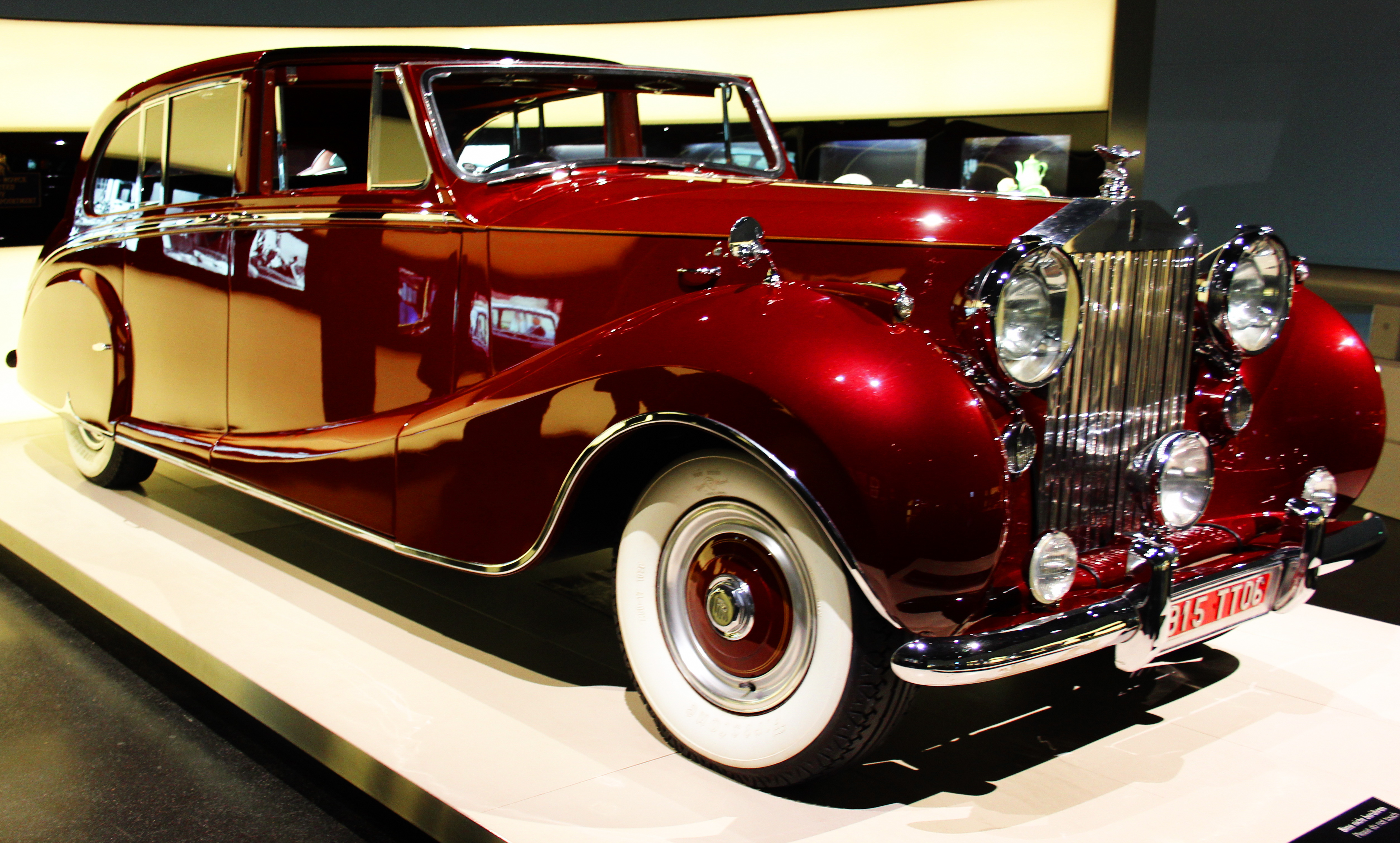
4AF20
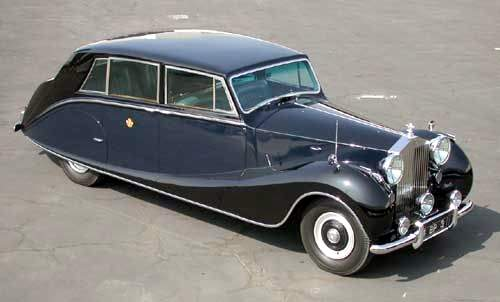
4ВР3
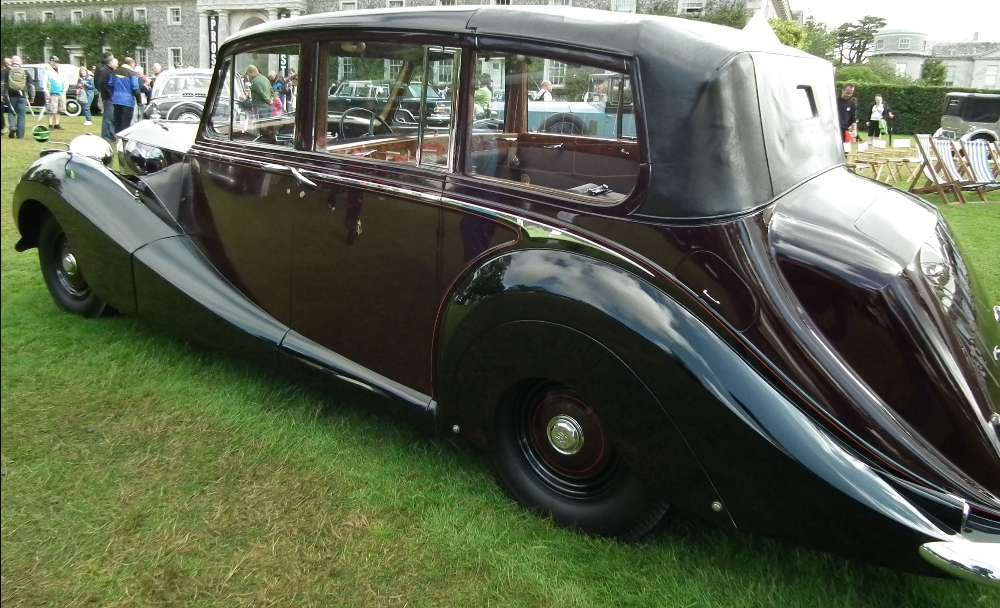
4ВР5

### Rolls-Royce Phantom IV
|                 |                                                    |                      |                     |                 |                                                               |  |
| Фабричний номер | Власник                                            | Виробник кузова      | Тип кузова          | Виготовлено     | Примітки                                                      |  |
| 4AF2            | Королева Єлизавета II                              | H. J. Mulliner & Co. | 7-місний лімузин    | 6 липня 1950    | На радіаторі фігура Георга Змієборця                          |  |
| 4AF4            | Rolls-Royce                                        | Park Ward            | пікап               | 1 жовтня 1950   | дослідна модель. Розібрана 1963                               |  |
| 4AF6            | Мохаммед Реза Пахлаві Шахиншах Ірану               | H. J. Mulliner & Co. | 2-дверний кабріолет | 3 грудня 1951   | Повернута 1959, шасі розібране, кузов збережено               |  |
| 4AF8            | Абдалла ас-Салем аль-Мубарак ас-Сабах шейх Кувейту | H. J. Mulliner & Co. | 6-місний лімузин    | липень 1951     | _                                                             |  |
| 4AF10           | Принц Генрі, Герцог Глостерський                   | Hooper               | лімузин             | 1 вересня 1951  | Використаний у фільмі 1966                                    |  |
| 4AF12           | Принцеса Марина Грецька                            | Hooper               | 7-місний лімузин    | 1 липня 1951    | _                                                             |  |
| 4AF14           | Генерал Франко, Каудільо Іспанії                   | H. J. Mulliner & Co. | 5-місний лімузин    | 13 червня 1952  | Панцирний захист задньої частини                              |  |
| 4AF16           | Генерал Франко, Каудільо Іспанії                   | H. J. Mulliner & Co. | 7-місний лімузин    | 4 липня 1952    | Панцирний захист задньої частини                              |  |
| 4AF18           | Генерал Франко, Каудільо Іспанії                   | H. J. Mulliner & Co. | 4-дверний кабріолет | 28 березня 1952 | Панцирний захист задньої частини Використовує король Філіп VI |  |
| 4AF20           | Ага-хан III султан                                 | Hooper               | Купе де Вілле       | травень 1952    | Після смерті власника перепроданий до готелю                  |  |
| 4AF22           | Принц Талал ібн Абд аль-Азіз                       | Franay               | 4-дверний кабріолет | червень 1952    | Єдине авто з французьким кузовом                              |  |
| 4BP1            | Фейсал ІІ король Іраку                             | Hooper               | лімузин             | 26 березня 1953 | Призначена для коронації Фейсала ІІ                           |  |
| 4BP3            | Абд аль-Ілах принц-регент Іраку                    | Hooper               | 7-місний лімузин    | 26 березня 1953 | Куплена для коронації Фейсала ІІ                              |  |
| 4BP5            | Королева Єлизавета II                              | Hooper               | ландо               | 1 травня 1954   | використовувався королевою до кінця 1980-х років              |  |
| 4BP7            | Принцеса Маргарет                                  | H. J. Mulliner & Co. | 7-місний лімузин    | 16 липня 1954   | На радіаторі фігура Пегаса                                    |  |
| 4CS2            | Абдалла ас-Салем аль-Мубарак ас-Сабах шейх Кувейту | H. J. Mulliner & Co. | 6-місний лімузин    | 1 лютого 1955   | _                                                             |  |
| 4CS4            | Абдалла ас-Салем аль-Мубарак ас-Сабах шейх Кувейту | H. J. Mulliner & Co. | лімузин             | серпень 1955    | _                                                             |  |
| 4CS6            | Мохаммед Реза Пахлаві Шахиншах Ірану               | Hooper               | лімузин             | жовтень 1956    | Реконструкція 1977/80 за 25.000 доларів                       |  |